# Pierre Richard
Pierre Richard (rodným jménem Pierre Richard Maurice Charles Léopold Defays; * 16. srpna 1934 Valenciennes) je francouzský herec, komik, režisér, vinař a příležitostný zpěvák. V 70. a 80. letech 20. století proslul v řadě filmových komedií, kde povětšinou ztvárnil potrhlé, roztržité a nesmělé hrdiny. Roku 2006 získal nejprestižnější francouzskou filmovou cenu – Césara – za celoživotní dílo.

## Začátky v kabaretu
Původně studoval kurzy dramatického herectví u Jeana Vilara a Charlese Dullina, ztvárnil i několik vážných rolí, například v Divadle Bruyère. Brzy ho však zlákal kabaret. „Kabaret je čistá a upřímná věc. Vaším jediným ředitelem je publikum. Když se směje, jste přijat. Když ne, máte padáka.“ vysvětlil později své rozhodnutí.
Vystupoval poté v řadě kabaretů v pařížské Latinské čtvrti – v L’Écluse, v Galerii 55, v Cheval d'or, v Bobinu, často spolu s Jeanem Yannem, Jacquesem Fabbrim, Jacquesem Dufilhem či Victorem Lanouxem, v Bobinu pak po boku šansoniéra Georgese Brassense.
V 60. letech si jeho skečů povšimli televizní tvůrci a byl pozván do televizních varieté Jean Christopha Avertyho, Pierra Koralnika či Jacquese Roziera, s nímž později natočil i film Les Naufragés de l'île de la Tortue.

## Zrod typického hrdiny

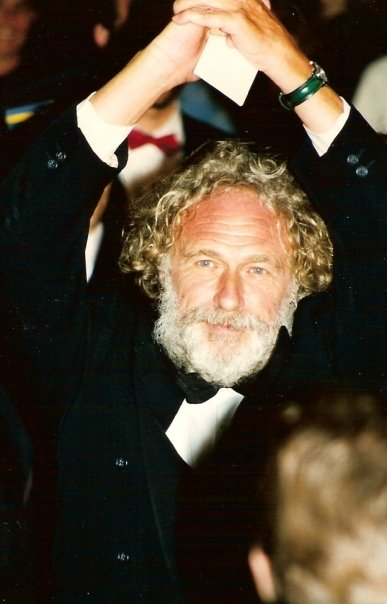
Na festivalu v Cannes roku 1996

V televizi si ho vyhlédl Yves Robert a svěřil mu první větší filmovou roli ve filmu Alexandre le bienheureux. Zde měl Richard ztvárnit roli obyčejného parašutisty, ale Yves Robert se nechal přesvědčit, aby Richarda nechal parašutistu zahrát jako poněkud pomateného a popleteného. Velmi se jeho pojetím pobavil a odhalil jeho obrovský komický potenciál pro film. Přesvědčil ho, ať připraví filmový scénář, kde by richardovský popleta dostal maximální prostor, a slíbil, že film zprodukuje. Richard stvořil postavu, v níž se snažil uctít svůj velký vzor – Charlieho Chaplina – ale do níž vložil i něco osobitého. Tak vznikl roku 1970 film Roztržitý (Le Distrait) a jeho ústřední postava ztřeštěného reklamního tvůrce Pierra Malaqueta, kterou pak Pierre Richard varioval ve svých dalších snímcích 70. let.
Pierre Richard využil Robertova produkčního zázemí (Yves Robert má ve filmu i cameo roli, Pierrova souseda) a svůj první velký film i režíroval (krom toho, že napsal scénář a ztvárnil hlavní roli). Využil hodně postupů klasické grotesky a kabaretní klauniády. Šťastnou ruku měl, když ke spolupráci přizval hudebního skladatele Vladimira Cosmu, který jeho komiku podtrhl nezaměnitelnými hudebními motivy – tato spolupráce vydržela léta a Cosma napsal hudbu k většině Richardových komedií. Přestože snímek nebyl typicky „filmový“, měl obrovský úspěch, jen ve Francii ho zhlédlo 1 424 216 diváků a neznámý začátečník Pierre Richard se stal přes noc miláčkem Francie.

## Velký blondýn
Film Richarda zcela pohltil. Po úspěchu Roztržitého se rozhodl natočit další film znovu sám, ve stejném produkčním týmu Yvese Roberta. Chtěl však, aby snímek působil tentokrát více filmově a méně divadelně. Život plný malérů (Les Malheurs d'Alfred) představil znovu typického richardovského smolaře, ale Richard po něm chtěl tentokrát více než čistou komiku, již nechtěl „gag pro gag“, ale žádal „naivitu, která by odhalovala absurditu světa, v němž žijeme“ – konkrétně snímek parodoval svět televizní zábavy a velkou show, která byla tehdy ve Francii v módě (zhruba na způsob Her bez hranic či českého cyklu Dva z jednoho města z 80. let). Film byl také založen na napětí mezi Pařížany a zbytkem Francie, proto nebyl tolik přenosný přes hranice jako některé jiné klasické „richardovky“.
Pravý opak platil u dalšího Richardova filmu, rovněž z roku 1972, kde se režie znovu ujal Yves Robert a scénář napsal Francis Veber. Oba ubrali ze živelné komiky Pierra Richarda, ale přidali parodii špionážních filmů, což zafungovalo na nejširší publikum – Velký blondýn s černou botou (Le Grand Blond avec une chaussure noire) z Richarda udělal mezinárodní hvězdu. Ve snímku již hrála řada hvězd francouzského filmu, v čele s Jeanem Rochefortem, a Richard se k nim definitivně přiřadil. Zajímavostí je, že Robert chtěl do hlavní role původně obsadit komika Claude Riche, ale Francis Veber přesvědčil režiséra, aby vsadil na Richarda. Právě Veber pak sehrál v Richardově kariéře důležitou roli, když režíroval řadu jeho pozdějších slavných filmů.
François Perrin, seriózní muzikant, který se omylem a zcela proti svému naturelu dostane do osidel francouzských tajných služeb, se vrátil ještě několikrát: jednak ve volném pokračování Návrat velkého blondýna (Le Retour du grand blond) z roku 1974, a potom v několika dalších filmech se postava jmenovala stejně (byť charakter se mírně lišil). Richard takto postupoval často, také jméno François Pignon se objevuje ve více filmech, ač nejde o stejné postavy.

## Zamilovaný blázen

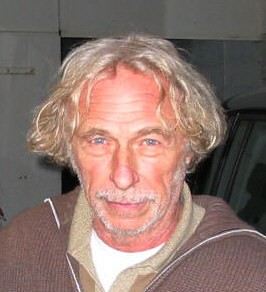
Ve zralém věku

Po Blondýnovi, kde musel svou původní dravou komiku trochu zkrotit a upozadit, se Richard rozhodl natočit komedii ve svém původním ztřeštěném stylu – Hořčice mi stoupá do nosu (La Moutarde me monte au nez). Na tomto filmu prvně spolupracoval s legendárním režisérem Claudem Zidim, který se v té době proslavil komediemi se skupinou Les Charlots. Zidi pochopil, jak účinné může být spojení richardovského nešiky s určitou romantickou linií. V „Hořčici“ proto hrdina usiluje o srdce Jane Birkinové, ve Francii velmi populární anglické herečky (mimo jiné díky jejímu partnerství se zpěvákem a hercem Serge Gainsbourgem).
Tento model Richard a Zidi zopakovali rok poté v Náhradníkovi (La Course à l'échalote), znovu s Jane Birkinovou, a ve vlastní režii ho Pierre Richard vytěžil na maximum ve filmu Jsem nesmělý, ale léčím se (Je suis timide mais je me soigne), kde jako bankovní úředníček Pierre Renaud (i toto jméno použil Richard ve více filmech) usiluje tentokrát o Mimi Coutelierovou.

## Humor sociálně-kritický
Richard však chtěl od svých hrdinů i více než komerční úspěch. Od Života plného malérů se pokoušel do svých filmů dostat i sociálně-kritický tón. Roku 1973 se poprvé o tvrdší satiru pokusil ve filmu Nevím nic, řeknu všechno (Je sais rien, mais je dirai tout), kde chtěl poukázat na pokrytectví a lži zbrojního průmyslu. Ve snímku Uvidíme vše (On aura tout vu) se rozhodl prozkoumat ledví jiného pochybného byznysu – pornografického.
Tuto linii své tvorby však dovedl ke skutečně funkčnímu tvaru až pod vedením Francise Vebera ve snímku Hračka (Le Jouet) z roku 1976. Ač šlo o první Veberův režijní pokus, vznikl jeden z nejuznávanějších Richardových filmů. Richard upozadil svou dravou komiku, sloužil příběhu, a do popředí vystoupila myšlenka – film zkoumal, jak bohatství mění charakter jeho nositele, ovšem i těch „dole“, kteří jsou ochotni se prodávat do služeb bohatých a popřít svou lidskou podstatu.

## Ve dvojici s Gérardem Depardieu

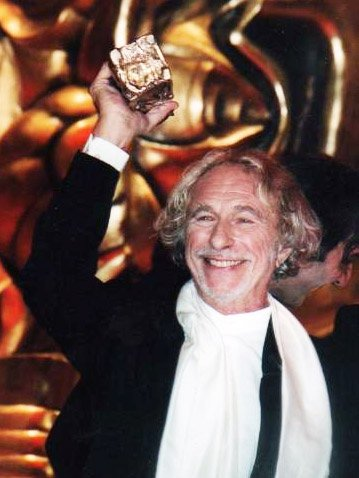
Pierre Richard přebírá roku 2006 Césara za celoživotní dílo

Sedmdesátá léta pak uzavřel dvěma klasickými „potrhlými“ komediemi pod vedením slavného režiséra Gérarda Ouryho – Útěkem (La Carapat) a Ránou deštníkem (Le Coup du parapluie). Přitom však cítil, že jak potenciál klasické ztřeštěnosti, tak sociální kritiky, vyčerpal. Na prahu 80. let tak stál před nutností svůj rejstřík obohatit, posunout se někam dál. „Moje kariéra mířila nutně ke komice, která vyvolá emoci, při níž je možno se smát i plakat.“ komentoval tento svůj posun. Ve spolupráci s Francisem Veberem našel i praktické řešení, jak nový koncept naplnit: partnerství s „drsňákem“ francouzského filmu Gérardem Depardieuem, jehož sláva přetekla i za oceán a otevřela i Richardovi cestu k americkému publiku. V 80. letech spolu Richard a Depardieu natočili pod Veberovým vedením tři filmy, které se všechny staly trháky: Kopyto (La Chèvre), Otec a otec (Les Compères) a Uprchlíci (Les Fugitives).
V Kopytu Richard ještě použil svůj klasický repertoár poplety a klauna, a Depardieu mu sloužil jako chladná stěna, na níž budou klaunské kontury dobře vidět. V Otec a otec se však začala psychologie obou postav prohlubovat, Richard zjemnil svůj přístup a Depardieu získal více prostoru. Vrcholem tohoto zjemňování se stali Uprchlíci, kde se již třeskutý humor snoubí s hlubokou lidskostí, a film konečně dokonale naplňuje základní Richardův cíl 80. let: pobavit i dojmout současně. Filmy s Depardieuem byly také zdaleka komerčně nejúspěšnější v Richardově kariéře – dohromady na ně jen ve Francii přišlo do kina přes 16 milionů diváků.
Dekádu Richard nicméně uzavřel klasickou situační komedií Nalevo od výtahu (À gauche en sortant de l'ascenseur), v níž se vrátil spíše k divadelní poetice (film se ostatně celý odehrává v jediné lokaci). Tím se účet „klasických richardovek“ uzavřel. Spolu s osmdesátými lety ukončil Richard i své příspěvky do zlatého fondu francouzského i světového filmového humoru. Jeho pozdější tvorba se přesunula spíše k vážnější a dramatičtější poloze, filmy nicméně většinou nezaznamenaly takový komerční úspěch. Za roli ve francouzsko-gruzínském filmu Tisíc a jeden recept zamilovaného kuchaře (Les Mille et Une Recettes du cuisinier amoureux) z roku 1997 však kupříkladu získal Křišťálový glóbus za nejlepší mužský herecký výkon na Filmovém festivalu v Karlových Varech.

## Popularita filmů
Richardovy filmy byly přijímány v různých kulturních okruzích různě. V anglosaských zemích byly méně populární než například ve střední Evropě, což dokazuje hodnocení na nejpopulárnějších filmových databázích. V různých kulturních okruzích také uspěly různé jeho filmy: Zatímco na spíše anglosaské databázi Internet movie database jsou nejvýše hodnoceny trochu vážnější Hračka, dvojice špiónských parodií s velkým blondýnem a snímky ve dvojici s Gérardem Depardieuem, na českých databázích bodují i snímky s typicky ztřeštěným richardovským hrdinou (Roztržitý, Hořčice mi stoupá do nosu, Jsem nesmělý, ale léčím se). Na největší francouzské databázi Allo cine je to podobné, bodují tam ovšem i snímky, které nejsou v Česku ani v anglosaském světě tolik populární (Útěk, Všechno uvidíme, Mrak v zubech). Filmy Kopyto, Roztržitý, Otec a otec, Uprchlíci, Velký blondýn s černou botou a Jsem nesmělý, ale léčím se jsou ovšem v první richardovské desítce největší světové, francouzské i dvou největších českých internetových filmových databázích.

## Zajímavosti
- Pierre Richard pochází ze šlechtické rodiny de Faillis, která se nesnadno smiřovala s tím, že si zvolil povolání komika. „Vyrůstal jsem v prostředí, v němž něco takového vůbec nepřipadá v úvahu, a svůj zájem o hereckou profesi jsem musel draze vykoupit. Na dlouhou dobu jsem se dokonce s částí rodiny rozešel ve zlém. Vůbec mě nepochopili a navíc o mě měli strach. Mysleli si, že ze mě bude chudák a že budu celý život třít bídu. Trvalo deset, patnáct let, než si moje jméno přečetli na plakátech. Teprve pak si přestali dělat starost.“ řekl k tomu Richard.[4]
- Ve filmu Hračka hraje Richard novináře z nižší vrstvy, který se potkává s rozmazleným malým chlapcem z bohaté rodiny, jemuž otec pořídí, co si přeje. Gerard Depardieu, sám pocházející z dělnického prostředí, rád žertoval o tom, že právě takto v dětství vychovávali samotného Richarda.[4]
- V 70. a 80. letech Pierre Richard vůbec netušil, že jsou jeho filmy promítány i za železnou oponou, a že jsou zde tak populární.[5]
- Roku 2007 natočila česká zpěvačka působící ve Francii Iva Frühlingová s Pierrem Richardem duet La Chanson de Pierre.[6]

Má syna Christopha De Fayse.

## Château bel eveque
Venkovskou usedlost zakoupil slavný herec a režisér roku 1978 u městečka Gruissan, jež je ve vinařském regionu Languedoc, Corbieres.
Původních 12 ha vinic bylo jen velmi obtížně rozšířeno na současných 20 ha v zařazení AOC při roční produkci 80 000 lahví. Díky středomořskému podnebí a snaze o zachování maximálního podílu ručních prací vznikají vína, jež jsou odborníky řazena mezi nejlepší Corbières na trhu. Vinařství Pierra Richarda pravidelně získává ocenění doma i v zahraničí a je držitelem několika prestižních zlatých medailí z Paříže. V Česku je Pierre Richard patronem restaurace Mon Rouge Pif, která nese název po jeho prvním vínu.

## Filmografie

### Herec
- 1958 Milenci z Montparnassu (Montparnasse 19), režie Max Ophüls a Jacques Becker (v titulcích neuveden)
- 1967 Alexandre le bienheureux, režie Yves Robert
- 1967 Idiot v Paříži, režie Serge Korber
- 1968 La Prisonnière, režie Henri-Georges Clouzot
- 1970 Roztržitý, režie Pierre Richard
- 1970 Trois hommes sur un cheval, režie Marcel Moussy
- 1971 La Coqueluche, režie Christian-Paul Arrighi
- 1971 Život plný malérů, režie Pierre Richard
- 1972 Velký blondýn s černou botou, režie Yves Robert
- 1973 La Raison du plus fou, režie Raymond Devos a François Reichenbach
- 1973 Nevím nic, ale řeknu všechno, režie Pierre Richard
- 1974 Juliette and Juliette, režie Remo Forlani
- 1974 Un nuage entre les dents, režie Marco Pico
- 1974 Hořčice mi stoupá do nosu, režie Claude Zidi
- 1974 Návrat velkého blondýna, režie Yves Robert
- 1975 Trop c'est trop, režie Didier Kaminka
- 1975 Náhradník, režie Claude Zidi
- 1976 Všechno uvidíme, režie Georges Lautner
- 1976 Les Naufragés de l'île de la Tortue, režie Jacques Rozier
- 1976 Hračka, režie Francis Veber
- 1978 Jsem nesmělý, ale léčím se, režie Pierre Richard
- 1978 Útěk, režie Gérard Oury
- 1980 C'est pas moi, c'est lui, režie Pierre Richard
- 1980 Rána deštníkem, režie Gérard Oury
- 1981 Kopyto, režie Francis Veber
- 1982 Seber si svých pět švestek (Un chien dans un jeu de quilles), režie Bernard Guillou
- 1983 Otec a otec, režie Francis Veber
- 1984 Le Jumeau, režie Yves Robert
- 1985 Dialogue de sourds, režie Bernard Nauer
- 1985 Tranches de vie, režie François Leterrier
- 1986 Uprchlíci, režie Francis Veber
- 1988 Mangeclous, režie Moshé Mizrahi
- 1988 Nalevo od výtahu, režie Édouard Molinaro
- 1990 Promotion canapé, režie Didier Kaminka
- 1990 Vítejte na palubě, režie Jean-Louis Leconte
- 1991 On peut toujours rêver, režie Pierre Richard
- 1992 Vieille canaille, režie Gérard Jourd'hui
- 1993 Bláznivá cesta, režieMarco Pico
- 1994 Šachová partie, režie Yves Hanchar
- 1995 L'Amour conjugal, režie Benoît Barbier
- 1997 Tisíc a jeden recept zamilovaného kuchaře (Shekvarebuli kulinaris ataserti retsepti), režie Nana Dzhordzhadze
- 1997 Hlavou proti zdi, režie Pierre Richard
- 2000 Drug Scenes (Scénarios sur la drogue), režie Franck Chiche
- 2000 Léto ztracených polibků (L'Été de mes 27 baisers)
- 2002 Robinson Crusoe 1.část
- 2003 Robinson Crusoe 2. část
- 2003 Tak trochu manželé, režie Catherine Corsini
- 2003 Les Clefs de bagnole, režie Laurent Baffie
- 2004 En attendant le déluge, režie Damien Odoul
- 2005 Le Cactus, režie Gérard Bitton and Michel Munz
- 2006 Essaye-moi, režie Pierre-François Martin-Laval
- 2009 Šťastný člověk, režie Robert Ménard
- 2009 Paříž 36, režie Christophe Barratier
- 2010 Co kdybychom žili společně?, režie Stéphane Robelin
- 2016 Ztraceni v Paříži, režie Dominique Abel
- 2017 Pan Stein je online, režie Stéphane Robelin
- 2018 Stará garda, režie Christophe Duthuron
- 2018 Burani v Paříži, režie Dany Boon
- 2020 Brutus vs César, režie Kheiron
- 2022 Vánoční příběh, režie Irena Pavlásková
- 2023 Jeanne du Barry, režie Maïwenn
- 2023 Dvě slova jako klíč, režie Dan Svátek
- 2023 Asterix a Obelix: Říše středu, režie Guillaume Canet
- 2024 Fêlés, režie Christophe Duthuron

### Režie
- 1997 Hlavou proti zdi
- 1991 Snít můžeme vždycky
- 1980 To já ne, to on
- 1978 Jsem nesmělý, ale léčím se
- 1973 Nevím nic, ale řeknu všechno
- 1972 Život plný malérů
- 1970 Roztržitý